# 30×29 мм
30×29 мм, ВОГ-17, Выстрел осколочный гранатомётный — 17 модель — советский и российский гранатомётный выстрел, имел различные модификации.

## История
Выстрел ВОГ-17 («Выстрел осколочный гранатомётный») был разработан в научно-производственном объединении «Базальт» в конце 1960-х годов в качестве боевого припаса для автоматического гранатомёта АГС-17. Механические взрыватели для выстрелов ВОГ-17, ВОГ-30 и модификаций были разработаны Научно-исследовательским технологическим институтом в Балашихе.

## Описание
Выстрелы ВОГ-17А и ВОГ-17М состоят из осколочной гранаты, порохового/метательного заряда и головного взрывателя мгновенного действия.
Корпус гранаты стальной тонкостенный, химически зачернён, внутри корпуса имеется осколочная рубашка с полуготовыми осколками (спираль из насечённой проволоки прямоугольного сечения).
Пороховой заряд выстрела ВОГ-17А предназначается для сообщения гранате начальной скорости. Он состоит из гильзы, капсюля-воспламенителя и нитроглицеринового пороха.
Головной взрыватель ударного действия служит для взрыва гранаты при встрече её с целью. Головной взрыватель состоит из ударного (инерционного) и воспламенительного механизмов и предохранительного механизма дальнего взведения.
Взрыватель взводится на расстоянии 10—60 метров от дульного среза гранатомёта, что обеспечивает дополнительную безопасность при стрельбе.
Гранаты ВОГ-17А и ВОГ-17М в боевом снаряжении окрашены в чёрный цвет.

## Типы боеприпасов
Разработаны и выпускаются несколько вариантов 30-мм выстрелов:
- ВОГ-17А (индекс 7П36) — осколочная граната с взрывателем мгновенного действия ВМГ — одна из первых, теперь уже устаревших, модификаций. Корпус гранаты окрашен в чёрный цвет. Кроме того, производится в Болгарии под наименованием 30 mm HE Round IO-30[2];
- ВОГ-17М — модернизированный вариант ВОГ-17А образца 1971 года. Взрыватель ВМГ-М оснащён устройством самоликвидации, замедлитель рассчитан на 25 секунд. Корпус гранаты окрашен в чёрный цвет;
- ВОГ-17МУ — осколочная граната[3];
- ВОГ-30 — усовершенствованный вариант, разработан в 1980-е годы, имеет более мощное осколочное действие, а также автономную герметизацию метательного заряда в гильзе;
- ГПД-30 — новый тип осколочной гранаты, разрабатывался с 1999 года ЦКИБ СОО[4][5]; выстрел ВОГ-30Д увеличил дальность стрельбы  на 25 %, за счёт оптимизации аэродинамической формы гранаты[6];
- ВУС-17 — практический выстрел, вместо заряда ВВ снаряжён пиротехническим составом оранжевого дыма, обозначающим место падения гранаты;
- учебный выстрел — применяется для обучения действиям с оружием, не имеет снаряжения. Граната с гильзой дополнительно скреплены осевым винтом для предупреждения демонтажа патрона в результате многократных манипуляций в служебном обращении. В переднюю часть гранаты ввёрнута холостая втулка, повторяющая форму и размеры взрывателя;
- RHV-HEF — выстрел производства болгарской компании «Арсенал»[7];
- RHV-TP — выстрел производства болгарской компании «Арсенал»[7];
- T-M93P1 — выстрел производства сербской компании «Застава Оружие»[8];
- VG-M93 — учебный выстрел производства сербской компании «Застава Оружие» (с инертным снаряжением)[8];
- VMG-M93 — учебный выстрел-маркер производства сербской компании «Застава Оружие»[8].

## ТТХ
- Длина выстрела — 132 мм
- Длина гильзы — 28 мм
- Длина гранаты — 113 мм
- Вес выстрела — 0,35 кг
- Вес гранаты — 0,28 кг
- Вес ВВ — 36 грамм
- ВВ — А-IX-1 (95 % гексоген, 5 % флегматизаторы)
- Площадь поражения — 70 м²
  - Предполагаемая площадь поражения должна быть овальной.
- Расчётный радиус поражения ударной волной — 1,2 м
- Расчётный радиус сплошного поражения осколками — 7 м

## Работа частей и механизмов выстрела к гранатомёту
До выстрела жало ударного механизма взрывателя упирается своим буртиком в заслонку предохранительного механизма, удерживаемую от разворота стопором, и поэтому оно не может наколоть капсюль-детонатор.
При выстреле от удара бойка затвора по капсюлю-воспламенителю порохового заряда взрывается капсюльный состав и воспламеняются пороховой заряд. Образовавшиеся при сгорании порохового заряда газы выбрасывают гранату из канала ствола. Капсюль-воспламенитель воспламенительного механизма взрывателя при выстреле под действием силы инерции от линейного ускорения гранаты сжимает пружину и накалывается на жало.
Луч огня от капсюля-воспламенителя через отверстие во втулке с осью зажигает пороховой состав предохранительного механизма, который на расстоянии 10—30 м от дульного среза ствола гранатомёта заканчивает горение, и стопор, освободившись от порохового состава и поднимаясь под действием пружины, освобождает заслонку; заслонка, поворачиваясь под действием поворотной пружины и центробежной силы, открывает путь жалу ударного механизма. При встрече с целью (преградой) мембрана с колпачком, деформируясь, продвигает стержень с жалом ударного механизма и жало накалывает капсюль-детонатор, который взрывается и вызывает взрыв разрывного заряда гранаты. При этом пружина и корпус гранаты дробятся на осколки, которые и поражают живую силу противника.

## Гранаты и самодельные взрывные устройства на базе ВОГ-17
В связи с распространённостью и относительной легкодоступностью боеприпаса ВОГ-17 во время Первой и Второй чеченских войн, они стали использоваться представителями НВФ как самодельные взрывные устройства (СВУ). Получили от российских военнослужащих ироничное название «хаттабка» (или «хаттабчик»), от имени известного полевого командира Хаттаба. ВОГ-17 использовались в качестве основы для изготовления ручных гранат и противопехотных мин. Неизвестно, для чего объединили гранатомётный выстрел и гранатный запал, который всегда дефицитнее само́й гранаты; по одним данным, использовались запалы учебных гранат, не так жёстко учитывавшиеся, по другим — мощность сравнима с РГД-5 при значительно меньшем весе, и можно взять больший боезапас. СВУ на основе ВОГ-17 также применялись террористами для минирования помещений во время терактов на Дубровке и в Беслане.
Впоследствии «хаттабки» находили и в Сирии.
В Болгарии фирма «Arcus» стала выпускать «хаттабки» промышленно под названием AR-ROG — это выстрел ВОГ-17, оснащённый запалом УЗРГМ
В ходе вооружённого конфликта на востоке Украины обеими сторонами гранаты ВОГ-17 используются в качестве противопехотных мин, а также сбрасываются с кустарно переделанных гражданских дронов.

## Оружие, использующее выстрел
- АГС-17
- АГС-30
- РГ-1 «Поршень»
- ТКБ-0249 «Арбалет»
- Автоматический ручной гранатомёт Барышева